# Carpates ukrainiennes
Les Carpates ukrainiennes (Українські Карпати) sont la partie de la chaîne des Carpates orientales située principalement en Ukraine. Les limites géologiques ne coïncident généralement pas avec les frontières politiques et les peuples de la région les désignent par des noms différents :
- Beskides orientales : ukrainien Східні Бескиди, polonais Beskidy Wschodnie ;
- Carpates boisées : ukrainien Лісисті Карпати, hongrois Erdős-Kárpátok, roumain Carpații păduroși, allemand Waldkarpaten ;
- Carpates marmatiennes : ukrainien Мармароські Карпати, roumain Carpații maramureșeni ;
- Poloniny en slovaque et tchèque.

## Géographie

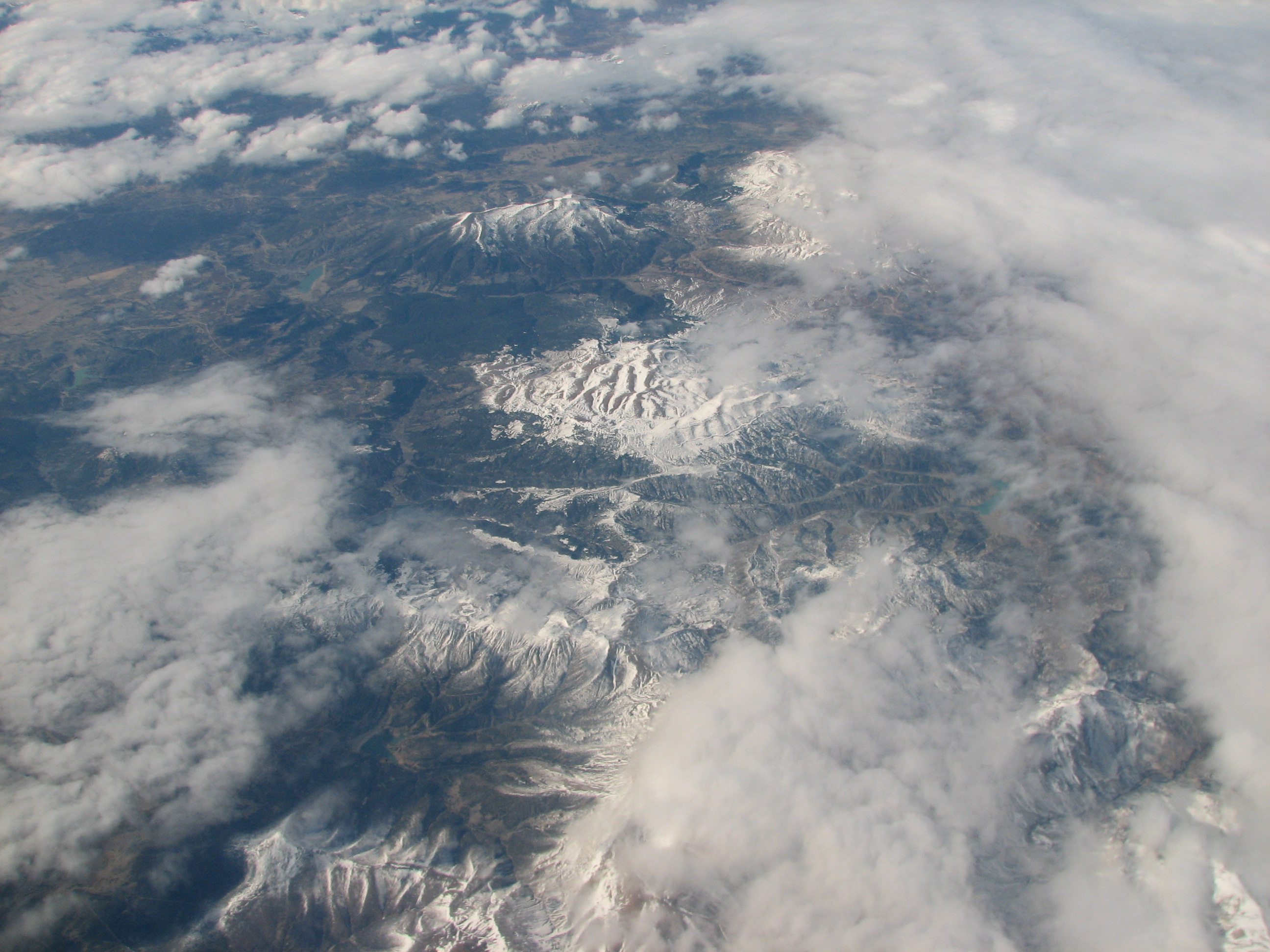
Vue aérienne des Carpates ukrainiennes.

Selon les définitions retenues, ce massif peut s'étendre jusqu'aux monts Bukovec en Pologne et Slovaquie, et jusqu'au col de Prislop en Roumanie. Ses principaux sommets sont le Hoverla (2 061 m) et le mont Syvoulia (1 836 m).
Les Carpates ukrainiennes sont formées de chaînons parallèles, larges d'une cinquantaine de kilomètres au total, dans le flysch schisto-gréseux, parcourus par de nombreux affluents du Dniestr et de la Tisza. Plusieurs cols permettent un accès relativement facile entre les deux bassins. Le sous-sol contient des poches de pétrole.

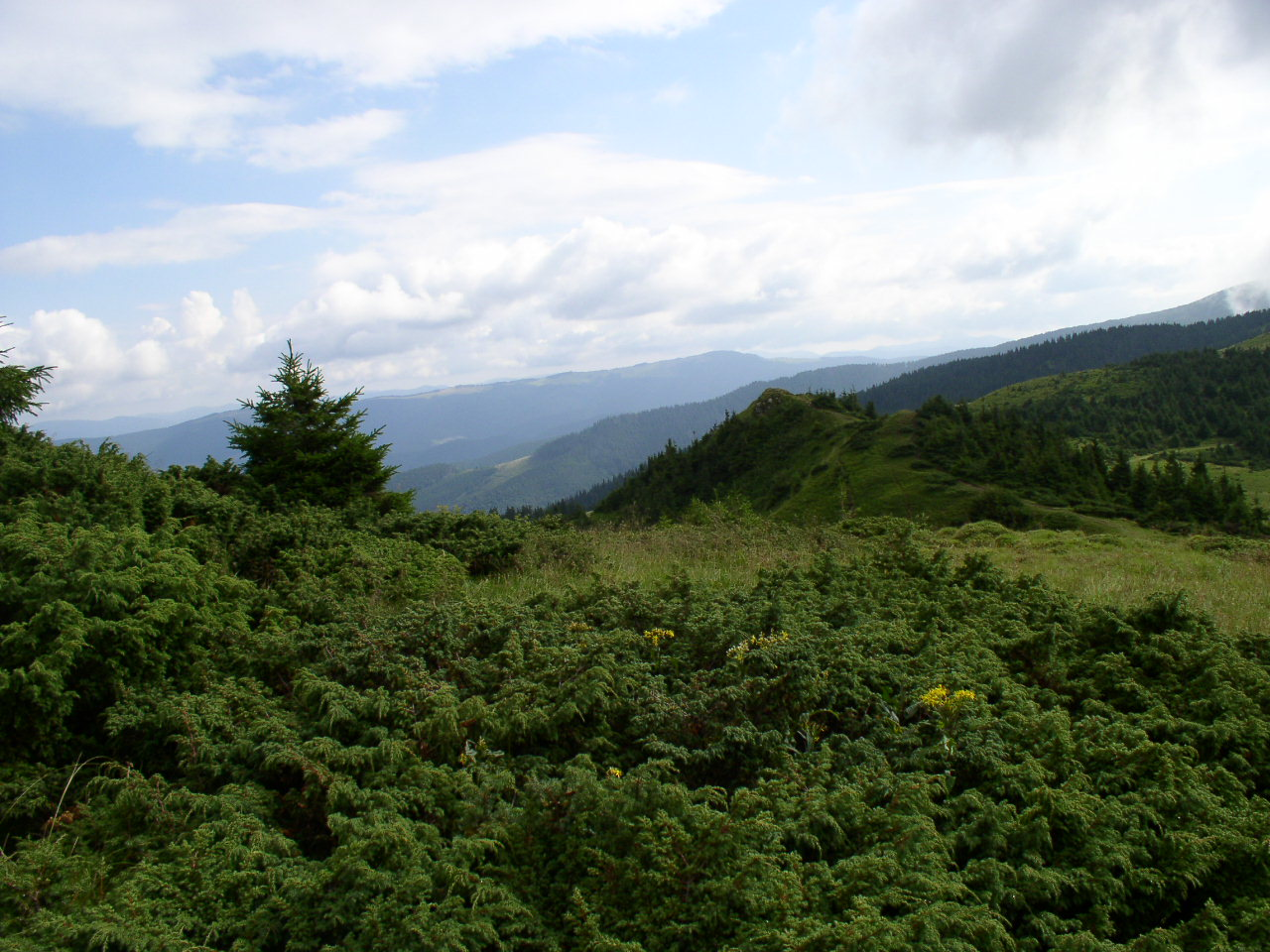
Forêts du massif de la Tchornohora.

Une partie de ce massif appartient à la réserve de biosphère des Carpates orientales et comprend certaines des forêts primaires de hêtres des Carpates et d’autres régions d’Europe.

## Histoire

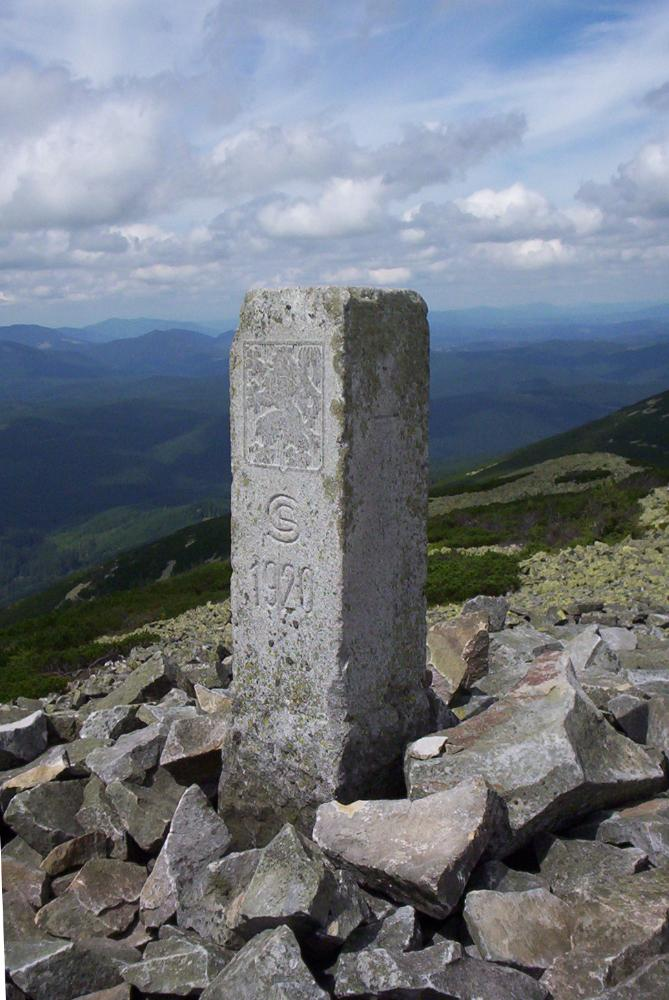
Ancienne borne frontière de 1920 entre la Pologne et la Tchécoslovaquie sur le pic Popadia dans le massif du Gorgany : elle délimite aujourd'hui les oblasts ukrainiens d'Ivano-Frankivsk et de Ruthénie transcarpathique.

Au cours du XXe siècle, les différentes régions des actuelles Carpates ukrainiennes ont appartenu successivement à l'Autriche-Hongrie, à la Pologne, à la Tchécoslovaquie, puis à l'Union soviétique, et finalement à l'Ukraine indépendante à partir de 1991.
Entre le milieu du XIXe siècle et les années 1980, elles ont été le centre de l'industrie pétrolière en Galicie orientale, autour de Drohobytch et Boryslav. La production a considérablement diminué par la suite.
Pendant la Première Guerre mondiale, la bataille des Carpates a opposé les Empires centraux à l'Empire russe.

## Économie et société
Les Carpates ukrainiennes ont une densité de population relativement forte (d'ouest en est : Gorales, Boïques, Ruthènes et Houtsoules, montagnards ukrainiens évoqués dans le film Les Chevaux de feu de Sergueï Paradjanov) dont l'habitat consiste en maisons isolées, souvent en bois comme leurs églises traditionnelles qui constituent un des attraits touristiques de la région. Ni les structures agricoles de sovkhoze et kolkhoze, ni l'habitat collectif de type soviétique n'ont pu s'imposer dans les campagnes. Le tourisme, déjà pratiqué à l'époque soviétique, bénéficie de la qualité des paysages et de l'environnement : certains sites sont classés depuis le début du XXe siècle et bénéficient du diplôme européen des espaces protégés, ainsi que d'aides du Programme des Nations unies pour l'environnement (PNUE) et du Fonds pour l'environnement mondial. Les conditions naturelles se prêtent bien à des activités comme la chasse et la cueillette de champignons. L'infrastructure hôtelière, de qualité médiocre, est en cours de rénovation, notamment dans la région de Lviv. La plupart des zones rurales sont dépourvues d'adduction d'eau.
L'activité industrielle s'est effondrée dans les années 1990 et seule l'industrie du bois reste présente. Le taux de chômage est élevé et le paysage urbain est marqué par des immeubles dégradés et inachevés. Les principales localités sont accessibles par chemin de fer.